# Midnight Rambler
Pistes de Let It Bleed
Let It Bleed You Got the Silver
Midnight Rambler est une chanson du groupe de rock britannique The Rolling Stones, parue sur l'album Let It Bleed en 1969.
Cette chanson, selon Keith Richards dans son autobiographie, est tirée d'un titre de journal anglais dont les membres du groupe se sont inspirés pour produire cette chanson qui est une évocation d'Albert DeSalvo (l'étrangleur de Boston). Keith Richards la considère comme "un opéra de blues" et la chanson par excellence de Jagger-Richards, déclarant dans le documentaire de 2012 Crossfire Hurricane que "personne d'autre n'aurait pu écrire cette chanson".
Ce morceau devint dès sa sortie un incontournable de l'album Let It Bleed et des concerts des Stones (notamment Get Yer Ya-Ya's Out!), caractéristique avec son rythme très blues, ralentissant et accélérant sans cesse en live, et le rôle essentiel de l'harmonica.

## Composition
À propos de la composition de la chanson, Mick Jagger a déclaré dans une interview accordée en 1995 au magazine Rolling Stone : « C'est une chanson que Keith et moi avons vraiment écrite ensemble. On était en vacances en Italie. Dans cette belle ville de Positano, sur les hauteurs, pour quelques nuits. Pourquoi a-t-il a fallu qu'on écrive une chanson aussi sombre dans ce bel endroit ensoleillé ? Je n'en sais rien du tout. On a tout écrit là-bas, les changements de tempo, tout. Et je joue de l'harmonica dans ces petits cafés et Keith est à la guitare. ».
Interrogé sur la chanson dans une interview avec Rolling Stone en 1971, Richards a déclaré: « En général, quand tu écris, tu lances Mick sur quelque chose et tu le laisses explorer, tu laisses faire, tu écoutes et tu commences à capter certains mots qui ressortent, ça part de là. Beaucoup de gens se plaignent encore de ne pas entendre correctement la voix. Si les mots sont compréhensibles, très bien, s'ils ne le sont pas, c'est bon aussi, de toute manière chacun va y trouver une signification différente. ».

## Enregistrement
La version studio de la chanson (6:53 minutes) est enregistrée au printemps 1969 aux studios Olympic et Trident à Londres. Jagger chante et joue de l'harmonica, tandis que Richards joue toutes les parties de guitare sur la piste, en utilisant un accordage standard sur la guitare principale et un accordage en mi (E) ouvert pour la guitare slide. Bill Wyman joue de la basse et Charlie Watts de la batterie, tandis que le multi-instrumentiste Brian Jones est crédité pour jouer des congas. La chanson présente des similitudes avec The Boudoir Stomp et Edward's Thrump Up, enregistrées en avril 1969 par le groupe moins Keith Richards et Brian Jones, avec Ry Cooder à la guitare et Nicky Hopkins au piano. Les sessions sont sorties sur un album intitulé Jamming With Edward! en 1972. La guitare utilisée par Keith Richards pendant les sessions d'enregistrement est une Maton EG240.
Les percussions de Jones sont assez inaudibles tout au long du morceau et bien qu'il ait été impliqué pendant les sessions d'enregistrement, sa contribution n'a peut-être pas été utilisée dans le mixage final. James Hector, qui a écrit le livre publié par The Omnibus Press en 1995, The Complete Guide to the Music of The Rolling Stones, a émis l'hypothèse que le crédit pourrait avoir été un simple cadeau à Jones de ses anciens camarades de groupe.

## Interprétations en concert
Les Stones ont joué pour la première fois Midnight Rambler sur scène le 5 juillet 1969 et l'ont joué régulièrement en concert jusqu'en 1976; Les performances incluaient fréquemment Jagger rampant sur la scène et la frappant avec sa ceinture. Une performance exceptionnelle de 1969 (d'une durée d'un peu plus de neuf minutes) est enregistrée pour l'album live Get Yer Ya-Ya's Out! (1970), et est réédité sur la compilation Hot Rocks 1964-1971 un an plus tard. Cette interprétation présente Mick Taylor à la guitare principale, en plus de Jagger, Richards, Wyman et Watts. Les versions de 1975, après le départ de Taylor du groupe, présentent Ron Wood à la place de Taylor. Certaines de ces versions sont les performances live les plus longues, dont certaines durent près de 15 minutes.
Midnight Rambler est revenu au répertoire des Stones en 1989 et est resté un grand favori depuis. La version de janvier 2003 présentée sur Four Flicks dure environ douze minutes, tandis qu'une performance plus courte de juillet 1995 apparaît sur Totally Stripped (2016). Les Stones, avec l'ancien membre du groupe Mick Taylor, ont interprété la chanson à tous les concerts de la tournée 50 & Counting, y compris des versions de 12 minutes de Midnight Rambler lors de leur concert du 25 novembre 2012 à l'O2 London Arena, au Festival de Glastonbury 2013 et lors de leurs concerts à Hyde Park en juillet 2013, comme on le voit sur Sweet Summer Sun: Hyde Park Live.

## Personnel
Crédités:
- Mick Jagger: chant, harmonica
- Keith Richards: guitares électriques
- Brian Jones: congas
- Bill Wyman: basse
- Charlie Watts: batterie

## Controverse
Dans son livre The Angels Within Us, Steven Pinker discute de la chanson comme une illustration de sa thèse selon laquelle la contre-culture des années 1960 "poussait" le processus de civilisation (identifié par Norbert Elias), qui, selon Pinker, avait réduit la violence au cours de plusieurs siècles, et que la « glorification de la dissolubilité de la contre-culture masque l'indulgence de la violence ... La violence personnelle était parfois célébrée en chanson, comme s'il ne s'agissait que d'une autre forme de protestation anti-establishment ». Il dit que Midnight Rambler « agit comme un meurtre-viol par l'étrangleur de Boston... » et voit cela comme un exemple de la façon dont dans la contre-culture des années 1960, le contrôle de la sexualité des femmes était considéré comme une exigence des hommes.